# Termometr Galileusza

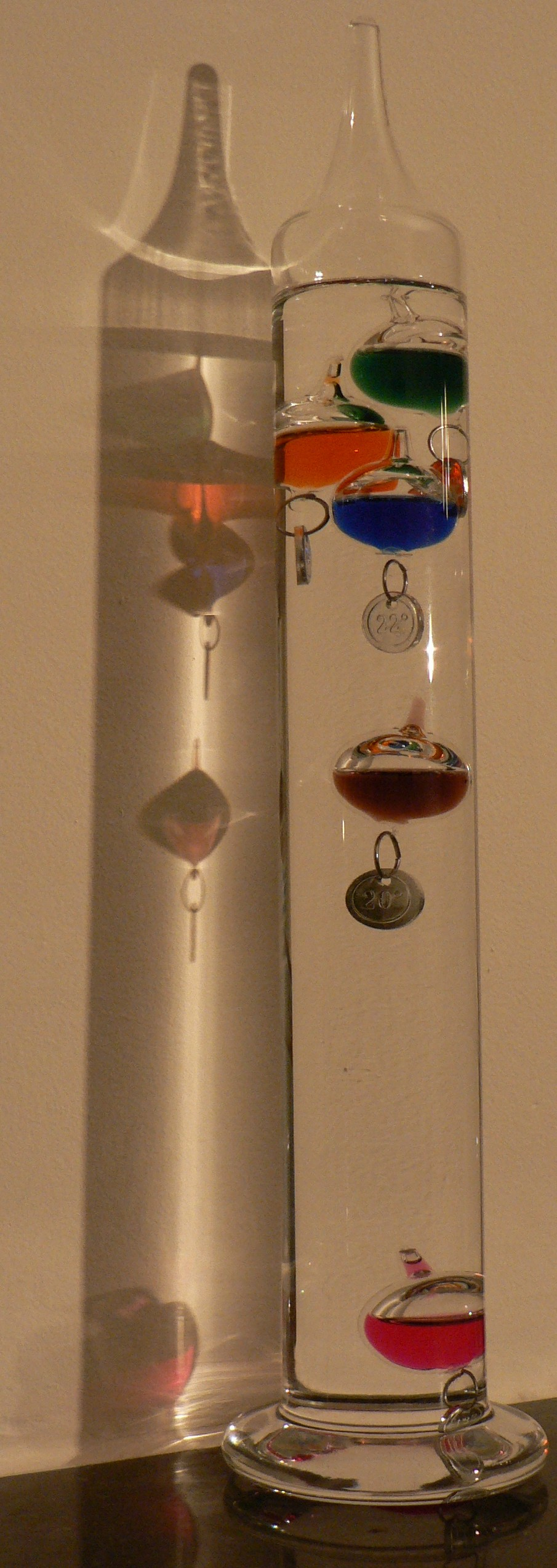
Termoskop wskazujący temperaturę około 20 °C

Termometr Galileusza (nazywany też termoskopem) – przyrząd służący do oceny temperatury otoczenia; odpowiednio wykalibrowany może pełnić funkcję termometru. Obecnie używany głównie w charakterze gadżetu, zabawki lub elementu sztuki użytkowej.
Wykorzystuje zależność gęstości cieczy od temperatury (związaną z rozszerzalnością cieplną cieczy) oraz prawo Archimedesa. Niemal wszystkie powszechnie dostępne ciecze w zakresie temperatur zbliżonych do pokojowej (od kilku do kilkudziesięciu stopni Celsjusza) wykazują spadek gęstości wraz ze wzrostem temperatury. Zanurzone w takiej cieczy ciało o stałej objętości i odpowiednio dobranej masie może – zależnie od temperatury (a bezpośrednio – gęstości cieczy) – pływać lub tonąć. Zjawisko to jest podstawą działania termometru (termoskopu) Galileusza.

## Budowa
Najważniejszą częścią termoskopu jest przezroczysty zbiornik (najczęściej szklany) wypełniony przezroczystą cieczą. W zbiorniku znajduje się pewna liczba szczelnie zamkniętych pływaków, których masa i objętość są tak dobrane, by każdy pływak przy innej temperaturze pozostawał w równowadze hydrostatycznej – tonąc dla temperatur wyższych i wypływając na wierzch naczynia dla niższych. Dla ułatwienia odczytu pływaki mogą być wyposażone w etykietki z zapisanymi temperaturami wypływania lub różnić się kolorami, często pochodzącymi od wypełniającej pływak zabarwionej cieczy. Zbiornik zazwyczaj jest zamknięty, co zapobiega wylewaniu się płynu podczas przenoszenia, a przede wszystkim, pozwala uniknąć zanieczyszczenia płynu, które mogłoby zniekształcić wskazania termoskopu.

## Historia
W 1593 roku Galileusz zbudował pierwszy nowożytny termoskop. Była to modyfikacja opracowanego około roku 210 p.n.e. wskaźnika temperatury, którego wynalezienie przypisuje się Filonowi z Bizancjum. Przyrząd ten wykorzystywał rozszerzalność cieplną powietrza zamkniętego w rurce częściowo wypełnionej winem. Galileusz zmodyfikował to urządzenie, stosując zamiast rurki rozszerzającą się ku górze – bańkę. Poprawił w ten sposób czułość wskaźnika, choć nie uniknął jego podstawowej wady – istotny wpływ na wskazania przyrządu miało ciśnienie atmosferyczne. Termoskop w wersji z zanurzonymi w nim pływakami tej wady nie ma. Galileusz odkrył zasadę działania ulepszonego termoskopu, jednak pierwsze praktyczne konstrukcje powstały później, a ich twórcy pozostają nieznani.

## Zastosowania
Wskazania termoskopu Galileusza są niedokładne i zazwyczaj ograniczone do stosunkowo wąskiego przedziału temperatur. Aby wskazywać temperatury od 18 do 26 °C z dokładnością 2 °C, przyrząd ten musi zawierać co najmniej pięć pływaków (zob. fotografia obok). Oprócz niewielkiej dokładności, wadami termoskopu są również duże rozmiary i masa – związana z nią wysoka pojemność cieplna uniemożliwia obserwację szybkich zmian temperatury, na przykład po przeniesieniu przyrządu do innego pomieszczenia.
Do wypełnienia zbiornika można użyć cieczy o współczynniku rozszerzalności termicznej istotnie większym od wody (np. etanol, izopropanol czy czterochlorek węgla); takie rozwiązanie ułatwia kalibrację przyrządu, zwiększając jednak koszt wykonania i powodując zagrożenie zatruciem lub pożarem w przypadku rozlania.
Ze względu na niską dokładność pomiaru współczesne zastosowania termometrów Galileusza ograniczają się do pokazów fizycznych, zabawek, ozdób i gadżetów.
| gęstość ρ i współczynnik rozszerzalności β różnych cieczy i materiałów w temp. 20 °C | gęstość ρ i współczynnik rozszerzalności β różnych cieczy i materiałów w temp. 20 °C | gęstość ρ i współczynnik rozszerzalności β różnych cieczy i materiałów w temp. 20 °C |
| materiał                                                                             | ρ [kg/m³]                                                                            | 1000×β [1/K]                                                                         |
| ------------------------------------------------------------------------------------ | ------------------------------------------------------------------------------------ | ------------------------------------------------------------------------------------ |
| woda                                                                                 | 998                                                                                  | 0,207                                                                                |
| etanol                                                                               | 789                                                                                  | 1,10                                                                                 |
| izopropanol                                                                          | 785                                                                                  | 1,06                                                                                 |
| czterochlorek węgla                                                                  | 1594                                                                                 | 1,23                                                                                 |
|                                                                                      |                                                                                      |                                                                                      |
| szkło                                                                                | 2200-2600                                                                            | 0,01-0,03                                                                            |